# Felipe Fraga
Felipe Fraga, né le 3 juillet 1995, à Jacundá au Brésil, est un pilote de course brésilien.

## Carrière
En 2018, en fin de saison, Felipe Fraga s'est engagé avec l'écurie américaine P1 Motorsports afin de participer à la dernière manche du championnat WeatherTech SportsCar Championship, le Petit Le Mans. Aux mains d'une Mercedes-AMG GT3, avec ses coéquipiers, il termina l'épreuve à une honorable 7e place. Il a aussi participé a quelques manches du championnat Blancpain GT Series Endurance Cup avec l'écurie Mercedes-AMG Team Strakka Racing.
En 2019, Felipe Fraga, toujours aux mains d'une Mercedes-AMG GT3, s'engage avec l'écurie américaine Mercedes-AMG Team Riley Motorsports dans le championnat WeatherTech SportsCar Championship en catégorie GTD pour les manches de la Michelin Endurance Cup (24 Heures de Daytona et les 12 Heures de Sebring). Pour compléter sa saison, toujours avec Ben Keating et Jeroen Bleekemolen, il s'est également engagé avec l'écurie américaine Keating Motorsports pour participer aux 24 Heures du Mans,. Comme la saison précédente, Il a aussi participe au championnat Blancpain GT Series Endurance Cup mais cette fois ci avec l'écurie AKKA ASP.

## Palmarès

### 24 Heures du Mans
| Année | Équipe              | Coéquipiers                    | Voiture | Classe   | Tours | Pos. | Class Pos. |
| ----- | ------------------- | ------------------------------ | ------- | -------- | ----- | ---- | ---------- |
| 2019  | Keating Motorsports | Ben Keating Jeroen Bleekemolen | Ford GT | LMGTE Am | 334   | Dsq. | Dsq.       |

### Championnat WeatherTech SportsCar
| Année | Ecurie                              | Châssis          | Moteur                                   | Classe | 1     | 2     | 3   | 4   | 5      | 6   | 7   | 8   | 9   | 10    | 11    | Position | Points |
| ----- | ----------------------------------- | ---------------- | ---------------------------------------- | ------ | ----- | ----- | --- | --- | ------ | --- | --- | --- | --- | ----- | ----- | -------- | ------ |
| 2018  | P1 Motorsports                      | Mercedes-AMG GT3 | Mercedes-AMG M159 6.2 L V8 atmosphérique | GTD    | DAY   | SEB   | LBH | MOH | BEL    | WGL | MOS | ELK | LGA | ATL 7 |       | 59e      | 24     |
| 2019  | Mercedes-AMG Team Riley Motorsports | Mercedes-AMG GT3 | Mercedes-AMG M159 6.2 L V8 atmosphérique | GTD    | DAY 7 | SEB 5 | MOH | BEL | WGL 15 | MOS | LIM | ELK | VIR | LGA   | ATL 4 | 26e      | 95     |

N.B. * Saison en cours. Les courses en " gras  'indiquent une pole position, les courses en "italique" indiquent le meilleur tour de course.

### Blancpain GT Series Endurance Cup
| Année | Ecurie         | Châssis          | Moteur                                   | 1     | 2      | 3      | 4        | 5     | Position | Points |
| ----- | -------------- | ---------------- | ---------------------------------------- | ----- | ------ | ------ | -------- | ----- | -------- | ------ |
| 2018  | Strakka Racing | Mercedes-AMG GT3 | Mercedes-AMG M159 6.2 L V8 atmosphérique | MON   | SIL    | LEC 8  | SPA Abd. | CAT 7 | 35       | 10     |
| 2019  | AKKA ASP       | Mercedes-AMG GT3 | Mercedes-AMG M159 6.2 L V8 atmosphérique | MON 4 | SIL 10 | LEC 11 | SPA 17   | CAT 5 | 11       | 23     |

N.B. * Saison en cours. Les courses en " gras  'indiquent une pole position, les courses en "italique" indiquent le meilleur tour de course.